# Павленко, Василий Васильевич
Василий Васильевич Павленко (1911, Екатеринослав — 4 ноября 1943, Москва) — украинский советский военный деятель, танкист, подполковник. Депутат Верховного Совета СССР 1-го созыва (1937—1943).

## Биография
В 1920—1927 годах — ученик семилетней школы. С 1927 года учился в школе фабрично-заводского ученичества Днепропетровского завода имени Карла Либкнехта. В 1928 году вступил в комсомол.
В 1931—1932 годах — кузнец Днепропетровского завода имени Карла Либкнехта.
В 1932—1933 годах — курсант в Красной Армии. С 1933 года служил командиром машины в танковых войсках, с 1935 года — командир танкового взвода. Кадровый военный.
На 1937 год — танкист воинской части Красной армии, которая дислоцировалась в городе Новомосковске Днепропетровской области, лейтенант РККА.
Член ВКП(б).
Участник Великой Отечественной войны с 1941 года. Служил командиром 239-го танкового батальона 27-й танковой бригады Брянского фронта, командиром 3-го запасного танкового полка 3-й учебной танковой бригады. Был тяжело ранен.
Умер от ран. Похоронен в Москве.

## Звания
- лейтенант (1936)
- майор
- подполковник (20.03.1943)

## Награды
- орден Красного Знамени (20.08.1942)
- орден Красной Звезды (16.08.1936)
- медали